# Nationaal Hockeystadion (Lahore)
Het Nationaal Hockeystadion (ook wel: Gaddafi Hockeystadion) is een hockeystadion in de Pakistaanse stad Lahore. Het stadion is met 45.000 zitplaatsen het grootste hockeystadion ter wereld. Het stadion wordt gebruikt voor grote toernooien en interlands van het nationale herenelftal. In 1990 was het stadion het toneel voor het wereldkampioenschap hockey voor mannen. Naast het wereldkampioenschap vond de Champions Trophy voor mannen er vijf maal plaats, waaronder de allereerste Champions Trophy in 1978, toen nog op natuurgras. 